# Washington Square Park
Washington Square Park er en park på Manhattan i New York. Parken har sit navn efter George Washington. Den ligger i Greenwich Village, og er en af New Yorks mest kendte parker. Størstedelen af parken er omgivet af bygninger tilhørende New York University.

## Eksterne links
- NYC Department of Parks & Recreation

- Wikimedia Commons har flere filer relateret til Washington Square Park

40°43′51″N 73°59′51″V / 40.73083°N 73.99750°V